# 尹钰宏
尹钰宏（1932年—2023年3月6日），男，湖北武汉人，中国杂技艺术家，中国杂技团团长、一级演员，中国杂技家协会原副主席、顾问。